# Michail Stachovitj

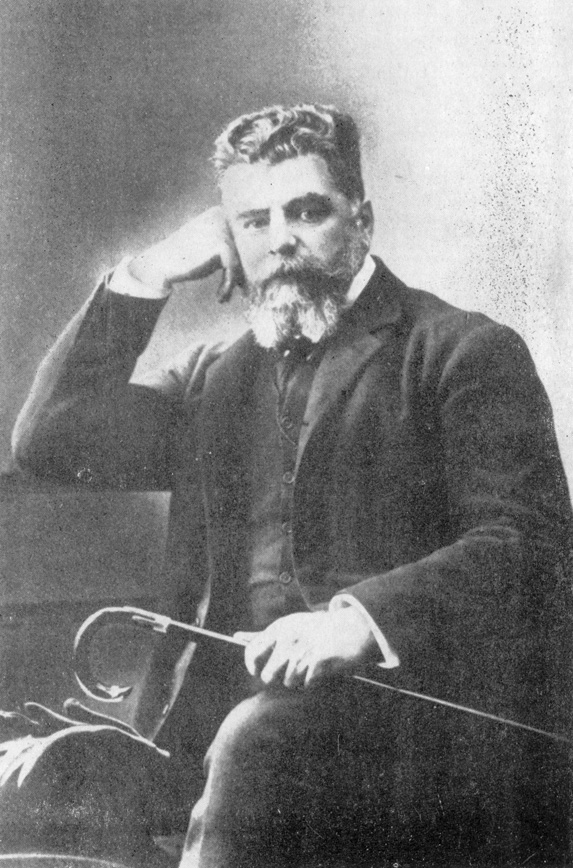
Michail Stachovitj

Michail Aleksandrovitj Stachovitj, (ryska: Михаил Александрович Стахович), född 1861 i Orjol, död 1923 i Aix-en-Provence, var en rysk liberal politiker och guvernör över storfurstendömet Finland.
Efter februarirevolutionen fängslades Finlands generalguvernör Franz Albert Seyn och senatens vice ordförande Michail Borovitinov den 16 mars 1917, och fördes till Petrograd. Tre dagar senare utnämndes Stachovitj som frisinnad politiker till generalguvernör i Finland. Stachovitj var vän till furst Lvov. Hans adjutant blev en sakkunnig i finska frågor, professor vid Helsingfors universitet friherre S. Korff. Stachovitj mottogs med entusiasm i Helsingfors. Han kunde själv i sitt franska tal till senaten hänvisa till sin verksamhet i duman för en liberal Finlandspolitik. Hans ställning blev emellertid ohållbar sedan lantdagen upplösts och han avgick redan i september 1917.